# Joachim Friedrich
Joachim Friedrich (* 11. srpna 1953, Oberhausen, Německo) je německý promovaný ekonom a profesor podnikového hospodářství. Vedle vědeckých publikací píše i knihy pro mládež, které byly přeloženy do více než 40 jazyků a divadelní hry.

## Díla
- Čtyři a půl kamaráda (2000)
- Čtyři a půl kamaráda a zmizelá učitelka (2000)
- Čtyři a půl kamaráda a tajemství sedmé okurky (2001)
- Čtyři a půl kamaráda a vánoční spiknutí (2001)
- Čtyři a půl kamaráda a bdělí trpaslíci (2002)
- Čtyři a půl kamaráda a záhadná nemoc (2002)
- Čtyři a půl kamaráda a výkřik z ředitelny (2003)
- Čtyři a půl kamaráda a podezřelý ředitel (2004)
- Čtyři a půl kamaráda a ukradený Diamant (2004)
- Klobása 007 a internet (2004)
- Klobása 007 a sms (2004)
- Amanda a detektivové (2005)
- Bella a strašidlo (2005)
- Čtyři a půl kamaráda a osudný dřep (2005)
- Čtyři a půl kamaráda a skandál ve škole (2005)
- Čtyři a půl kamaráda a stopa zapomenuté ponožky (2006)
- Čtyři a půl kamaráda a matikářovy plavky (2007)
- Čtyři a půl kamaráda a krokodýl z internetu (2008)
- PinkMuffin@BerryBlue (2008)
- Správná trojka s papouškem honí záhadného lupiče (2008)
- Čtyři a půl kamaráda a štěkající třída (2009)
- Čtyři a půl kamaráda – EXTRA – Zachraňte buřt! (2010)
- Čtyři a půl kamaráda a podivná loupež (2011)
- Čtyři a půl kamaráda a poklad na školních záchodech (2011)
- Čtyři a půl kamaráda a špion v sukních (2012)